# Egas (Eubea)
Egas (en griego, Αἰγαί) es el nombre de una antigua ciudad griega de Eubea.
La ciudad se encontraba en la costa occidental de Eubea. Según Estrabón, la distancia entre Egas y Antedón, que estaba en la costa de enfrente, era de 120 estadios. La sitúa cerca de Orobias y dice que allí había un templo de Poseidón Egeo. El geógrafo cree probable que el mar Egeo tome su nombre de esta ciudad. Aunque hay otra ciudad llamada Egas en Acaya, se cree que la Egas nombrada por Homero y descrita como morada de Poseidón es la de Eubea, aunque resulte extraño que para viajar de Samotracia a Troya tenga que ir a un lugar tan alejado. Esteban de Bizancio identificaba Egas con Caristo. En época moderna se han sugerido diversos lugares donde se localizaba: en la población actual de Limni, en una bahía situada un poco más al sur o cerca de la actual población de Politiká. Según un decreto délfico de proxenía era un demo (aldea) de Calcis.